# Covenant (England und Wales)
Als covenant bezeichnet man im Recht von England und Wales ein vertrags- (contract law) und sachenrechtliches (property law) Institut. Der covenant ist ein einseitig bindendes Versprechen, das man in der besonderen Privatbeurkundungsform des deed abgibt. Wenn der covenant dinglicher Natur ist, mit ihm also eine Grundstückbelastung einhergeht, spricht man von einem real covenant. Im deutschen Recht ist diese Art des covenant mit einer Reallast oder einer Realobligation vergleichbar. Beim schuldrechtlichen covenant unterscheidet man abermals: Der Nutzungs- bzw. Positiv-covenant (affirmative covenant) verpflichtet den Schuldner zu einer Einzelleistung, während der Unterlassungs- bzw. Negativ-covenant (negative covenant) den Schuldner zu einer Unterlassung, der Nichtvornahme einer Leistung, verpflichtet.

## Rechtsgeschichte
Rechtshistorisch waren covenants feierlich eingegangene Verpflichtungen, die lediglich in der Schriftform des deed oder auch als Abrede bzw. Klausel eines deed beurkundet wurden und deshalb auch unentgeltlich (consideration) mit der Schadenersatzklage wegen covenant-Verletzung (action of covenant) eingeklagt werden konnten. Der Versprechende oder Obligationsschuldner wird als covenantor und der Versprechensempfänger oder Obligationsgläubiger als covenantee bezeichnet.

## Covenantsund Bedingungen
Im Gegensatz zu Bedingungen (conditions), die als aufschiebende Bedingung (condition precedent) ein Entstehen des Vertrages verhindern oder als auflösende Bedingung (condition subsequent) das Vertragsverhältnis unmittelbar beenden, sind covenants lediglich normale Vertragsmodalitäten, die in Form von Schadensersatz (damages), Leistungserfüllung (specific performance) oder gerichtliche Verfügung (injunction) eingeklagt werden können.

## Restrictive covenantsals Reallasten
Im englischen Recht gilt nach dem Grundsatz der Relativität des Vertragsverhältnisses (privity of contract), dass Verträge nur die jeweiligen Parteien binden können. Eine Ausnahme hiervon besteht für real covenants. Negative real covenants werden als restrictive covenants bekannt. Dieses in Tulk v Moxhay (1848) durch equity entwickelte Rechtsinstitut führt bei negative covenants über Grundstücke gleichsam zu einer Verdinglichung von vertraglichen Absprachen, the restrictive covenant runs with the land, d. h. der restrictive covenant räumt dem Reallastberechtigten ein dingliches Folgerecht gegenüber Rechtsnachfolgern des Grundstückseigentümers ein.
Für nicht eingetragenes Land, das nicht im Grundbuch (HM Land Registry) geführt wird, besteht ein restrictive covenant – wie stets unter equity –, wenn der Dritte nicht die gutgläubige Einrede gelten machen kann. Hat also etwa ein Untermieter (sublessee) Kenntnis von einem covenant im Hauptmietvertrag (headlease) zwischen Hauptmieter (lessee) und Vermieter (landlord), so wirkt diese auch gegen ihn und der Vermieter kann eine Verfügung gegen ihn erwirken.